# Houston Interests
Houston Interests ist eine amerikanische Unternehmensgruppe mit Sitz in Tulsa, die Industrieanlagen entwirft.
Das Unternehmen wurde 2011 von Doug Houston, dem vormaligen CEO von Linde Process Plants gegründet. Er übernahm verschiedene Unternehmen, darunter Devco und River Consulting von Kinder Morgan.

## Tochterfirmen
- Devco, einer der Weltmarktführer bei Anlagen zur Gewinnung und Verarbeitung von Schwefel.[4]
- River Consulting, Beratung[5]
- Devco Process Heaters, Heizkessel[6]
- S&R Technical Services[7]
- Process Plant Services[8]